# 中小學女子壘球聯賽國小組
中小學女子壘球聯賽國小組為中華民國教育部於2007年(96學年度)創立的國小校際間的女子壘球運動聯賽。

## 賽制
(一)預賽

1、採單循環制（得依實際報名隊數，編成若干組）。

2、錄取名次：錄取八名，晉級決賽。

(二)決賽

1、比賽制度：採淘汰排名制。

2、錄取名次：錄取前八名。

## 歷年名次

### 未分組
| 學年度   | 第一名           | 第二名           | 第三名           | 第四名           | 第五名           | 第六名           | 第七名           | 第八名           |
| -------- | ---------------- | ---------------- | ---------------- | ---------------- | ---------------- | ---------------- | ---------------- | ---------------- |
| 96學年度 | 五股國小（北縣） | 東園國小（北市） | 民安國小（北縣） | 武潭國小（屏東） | 育英國小（南投） | 德音國小（北縣） | 力行國小（南投） | 埔里國小（南投） |
| 97學年度 | 德音國小（北縣） | 東園國小（北市） | 五股國小（北縣） | 育英國小（南投） | 埔里國小（南投） | 土城國小（南市） | 上館國小（竹縣） | 民安國小（北縣） |
| 98學年度 | 德音國小（北縣） | 東園國小（北市） | 五股國小（北縣） | 育英國小（南投） | 民安國小（北縣） | 上館國小（竹縣） | 埔里國小（南投） | 中正國小（南投） |
| 99學年度 | 中正國小（南投） | 德音國小（北縣） | 上館國小（竹縣） | 五股國小（北縣） | 東園國小（北市） | 法治國小（南投） | 埔里國小（南投） | 二重國小（竹縣） |

### 甲組
| 學年度    | 第一名           | 第二名           | 第三名           | 第四名           | 第五名           | 第六名           | 第七名           | 第八名           |
| --------- | ---------------- | ---------------- | ---------------- | ---------------- | ---------------- | ---------------- | ---------------- | ---------------- |
| 100學年度 | 德音國小（新北） | 五股國小（新北） | 埔里國小（南投） | 立農國小（臺北） | 中正國小（南投） | 東園國小（臺北） | 上館國小（竹縣） | 法治國小（南投） |
| 101學年度 | 德音國小（新北） | 五股國小（新北） | 東園國小（臺北） | 立農國小（臺北） | 上館國小（竹縣） | 中正國小（南投） | 埔里國小（南投） | 法治國小（南投） |
| 102學年度 | 五股國小（新北） | 德音國小（新北） | 東園國小（臺北） | 立農國小（臺北） | 法治國小（南投） | 上館國小（竹縣） | 中正國小（南投） | 五峰國小（竹縣） |
| 103學年度 | 德音國小（新北） | 文山國小（高雄） | 法治國小（南投） | 中正國小（南投） | 東園國小（臺北） | 五股國小（新北） | 五峰國小（竹縣） | 立農國小（臺北） |
| 104學年度 | 五股國小（新北） | 文山國小（高雄） | 新屋國小（桃園） | 法治國小（南投） | 五峰國小（竹縣） | 德音國小（新北） | 通霄國小（苗栗） | 民安國小（新北） |
| 105學年度 | 德音國小（新北） | 通霄國小（苗栗） | 五股國小（新北） | 中正國小（南投） | 新屋國小（桃園） | 文山國小（高雄） | 五峰國小（竹縣） | 立農國小（臺北） |
| 106學年度 | 民安國小（新北） | 德音國小（新北） | 通霄國小（苗栗） | 新屋國小（桃園） | 五股國小（新北） | 中正國小（南投） | 法治國小（南投） | 東園國小（臺北） |
| 107學年度 | 中正國小（南投） | 民安國小（新北） | 五股國小（新北） | 德音國小（新北） | 新屋國小（桃園） | 東園國小（台北） | 五峰國小（竹縣） | 法治國小（南投） |
| 108學年度 | 德音國小（新北） | 立農國小（臺北） | 法治國小（南投） | 通霄國小（苗栗） | 五股國小（新北） | 中正國小（南投） | 民安國小（新北） | 新屋國小（桃園） |
| 109學年度 | 立農國小（臺北） | 通霄國小（苗栗） | 德音國小（新北） | 中正國小（南投） | 埔里國小（南投） | 埔頂國小（桃園） | 五股國小（新北） | 東園國小（臺北） |
| 110學年度 | 德音國小（新北） | 立農國小（臺北） | 民安國小（新北） | 中正國小（南投） | 德南國小（臺南） | 五峰國小（竹縣） | 法治國小（南投） | 五股國中(新北）  |
| 111學年度 | 德音國小（新北） | 民安國小（新北） | 立農國小（臺北） | 德南國小（臺南） | 法治國小（南投） | 五峰國小（竹縣） | 億載國小（臺南） | 上館國小（竹縣） |

### 乙組
| 學年度    | 第一名           | 第二名           | 第三名           | 第四名           | 第五名           | 第六名           | 第七名           | 第八名           |
| --------- | ---------------- | ---------------- | ---------------- | ---------------- | ---------------- | ---------------- | ---------------- | ---------------- |
| 100學年度 | 育英國小（南投） | 南豐國小（南投） | 五峰國小（竹縣） | 通霄國小（苗栗） | 民安國小（新北） | 中山國小（竹縣） | 土城國小（臺南） | -                |
| 101學年度 | 五峰國小（竹縣） | 通霄國小（苗栗） | 育英國小（南投） | 土城國小（臺南） | 文山國小（高雄） | 南豐國小（南投） | 中山國小（竹縣） | 民安國小（新北） |
| 102學年度 | 南豐國小（南投） | 文山國小（高雄） | 通霄國小（苗栗） | 民安國小（新北） | 中山國小（竹縣） | 新屋國小（桃縣） | 育英國小（南投） | 崇德國小（新北） |
| 103學年度 | 新屋國小（桃縣） | 民安國小（新北） | 埔里國小（南投） | 育英國小（南投） | 崇德國小（新北） | -                | -                | -                |
| 104學年度 | 南豐國小（南投） | 追分國小（台中） | 育英國小（南投） | 崇德國小（新北） | -                | -                | -                | -                |
| 105學年度 | 埔頂國小（桃園） | 長庚國小（桃園） | 上館國小（竹縣） | 埔里國小（南投） | 南豐國小（南投） | 追分國小（台中） | 崇德國小（新北） | -                |
| 106學年度 | 埔頂國小（桃園） | 文山國小（高雄） | 上館國小（竹縣） | 埔里國小（南投） | 追分國小（台中） | 南豐國小（南投） | 立農國小（臺北） | 億載國小（臺南） |
| 107學年度 | 埔頂國小（桃園） | 立農國小（台北） | 億載國小（台南） | 上館國小（竹縣） | 通霄國小（苗栗） | 長庚國小（桃園） | 埔里國小（南投） | 烏眉國小（苗栗） |
| 108學年度 | 埔里國小（南投） | 埔頂國小（桃園） | 上館國小（竹縣） | 長庚國小（桃園） | 海佃國小（臺南） | 億載國小（臺南） | 德南國小（臺南） | 海東國小（臺南） |
| 109學年度 | 億載國小（台南） | 新坡國小（桃園） | 上楓國小（台中） | 中山國小（台中） | 新屋國小（桃園） | 海佃國小（臺南） | 文山國小（高雄） | 上館國小（竹縣） |
| 110學年度 | 因Covid-19停辦   | 因Covid-19停辦   | 因Covid-19停辦   | 因Covid-19停辦   | 因Covid-19停辦   | 因Covid-19停辦   | 因Covid-19停辦   | 因Covid-19停辦   |
| 111學年度 | 通霄國小（苗栗） | 五股國小（新北） | 新屋國小（桃園） | 中正國小（高雄） | 長庚國小（桃園） | 社口國小（臺中） | 海東國小（臺南） | 建功國小（臺中） |

## 外部連結
- 中華民國高級中等學校體育總會